# Себастьян Зайдль
Себастьян Зайдль (12 липня 1990 , Нюртінген ) — німецький дзюдоїст, бронзовий призер Олімппійських ігор 2020 року.

## Виступи на Олімпіадах
| Олімпіада           | Дисципліна      | Місце |
| ------------------- | --------------- | ----- |
| Ріо-де-Жанейро 2016 | до 66 кг        | 17    |
| Токіо 2020          | до 66 кг        | 17    |
| Токіо 2020          | змішана команда | 3     |